# Guerra in Bosnia ed Erzegovina
(Kofi Annan, Report of the Secretary-General, p 503)
La guerra in Bosnia ed Erzegovina è stato un conflitto armato combattuto tra il 1º marzo 1992 e il 14 dicembre 1995, fino alla stipula dell'accordo di Dayton, che pose ufficialmente fine alle ostilità. Il Tribunale penale internazionale per l'ex-Jugoslavia ha accertato che in Bosnia vi è stato un conflitto internazionale tra l'esercito bosniaco e l'esercito della Repubblica Serba di Bosnia ed Erzegovina la quale mirava ad annettere l’intera Bosnia ed Erzegovina. Al contempo, è stato accertato che la Repubblica Croata dell'Erzeg-Bosnia ha altresì partecipato attivamente nel conflitto con il medesimo obiettivo ovvero l'annessione di una parte del territorio bosniaco.
Il conflitto si inserisce all'interno delle guerre jugoslave svoltesi tra il 1991 e il 2001, all'indomani della dissoluzione della Repubblica Socialista Federale di Jugoslavia.

## Il contesto storico

### La dissoluzione della Jugoslavia
La guerra in Bosnia ed Erzegovina è strettamente connessa con la dissoluzione della Jugoslavia iniziata con l'indebolimento del governo post-comunista. Infatti, nel caso della Jugoslavia, il comunismo perse la sua forza ideologica e fece strada al rafforzamento del nazionalismo alla fine degli anni ottanta.
La Bosnia ed Erzegovina, ex-provincia ottomana, è stata storicamente uno Stato multietnico. Secondo il censimento del 1991, il 44% della popolazione si considerava musulmana, il 32,5% serba, il 17% croata e il 6% jugoslava.
Nelle prime elezioni multi-partitiche, che ebbero luogo in Bosnia nel novembre 1990, vinsero i tre maggiori partiti nazionalisti del paese: il Partito d'Azione Democratica, il Partito Democratico Serbo e l'Unione Democratica Croata di Bosnia ed Erzegovina.
I partiti "nazionali", nonostante i battibecchi occasionali e le reciproche accuse sul metodo di agire, stabilirono una tacita alleanza. Nonostante la differenza programmatica e politica fosse notevole, il motivo principale che creò temporaneamente un irreale idillio fra tre etnie profondamente diverse tra loro fu l'anticomunismo e un desiderio condiviso di sconfiggere il governo socialista al potere da anni.
La nuova coalizione divise il potere così che la presidenza della repubblica andò a un musulmano, la presidenza del parlamento a un serbo e la presidenza del governo a un croato.

### Accordo di Karađorđevo
Già nel marzo 1991 i presidenti croato Franjo Tuđman  e Slobodan Milošević serbo si incontrarono informalmente per discutere sulla spartizione della Bosnia ed Erzegovina tra Croazia e Serbia.
I croati, da un lato, dopo aver nei fatti ottenuto l'indipendenza del proprio paese, non nascondevano affatto il loro obiettivo successivo, ovvero le terre della cosiddetta "Erzeg-Bosnia croata", una linea che dunque mirava ad annettere l'intera Bosnia alla Croazia, mentre i serbi perseguivano la politica di tutti i Serbi in uno Stato.

### Indipendenza della Bosnia ed Erzegovina
L'8 ottobre 1991 la Croazia dichiarò la fine di tutti i legami con il resto della Jugoslavia. Il 15 ottobre, il parlamento bosniaco (senza la partecipazione dei rappresentanti serbi ed in risposta a tali eventi), emanò un "Memorandum sulla riaffermazione della sovranità della Repubblica di Bosnia ed Erzegovina".
Il Memorandum fu fortemente contestato dai membri serbo-bosniaci del parlamento, sostenendo che l'emendamento LXX della Costituzione richiedesse garanzie procedurali e il voto favorevole di almeno i 2/3 della maggioranza, ma il Memorandum - anche se incostituzionale - fu approvato, portando ad un boicottaggio del parlamento da parte dei serbo-bosniaci.
La Commissione arbitrale della conferenza per la pace in Jugoslavia, nel parere nº 4 dell'11 gennaio 1992 sulla Bosnia ed Erzegovina, dichiarò che l'indipendenza del paese non avrebbe dovuto essere riconosciuta finché non avesse tenuto un referendum.
Il 25 gennaio 1992, un'ora dopo la sospensione della sessione parlamentare, il Parlamento chiese un referendum per l'indipendenza da svolgersi il 29 febbraio e il 1º marzo. I membri del parlamento serbi, per tutta risposta, invitarono la popolazione a boicottarlo, ottenendo un'affluenza del 63,7%, con il 92,7% dei votanti a favore dell'indipendenza (con la conseguenza che i serbo-bosniaci, pari a circa il 34% della popolazione, boicottarono in massima parte il referendum).
La leadership politica serba utilizzò il referendum come pretesto per istituire posti di blocco in segno di protesta.
L'indipendenza fu formalmente dichiarata dal parlamento bosniaco il 3 marzo 1992, ricevendo il riconoscimento internazionale il 6 aprile 1992.

### Costituzione della Repubblica Serba
Durante il settembre 1991, l'SDS aveva stabilito delle "Regioni Autonome Serbe" (SAO) in Bosnia-Erzegovina. Dopo che il Parlamento bosniaco dichiarò l'indipendenza il 15 ottobre 1991, i deputati serbo-bosniaci, costituiti essenzialmente dal Partito Democratico Serbo, abbandonarono il parlamento di Sarajevo e costituirono il 24 ottobre a Banja Luka l'Assemblea del popolo serbo di Bosnia ed Erzegovina, un parlamento alternativo che rappresentava esclusivamente i serbi di Bosnia.
Il mese successivo i serbo-bosniaci tennero un referendum in cui la stragrande maggioranza dei votanti si espresse a favore dell'unione alla Serbia e al Montenegro, come membri della Jugoslavia. Nel dicembre del 1991 i leader dell'SDS stilarono un documento top secret intitolato Per l'attività e l'organizzazione degli organi della popolazione serba in Bosnia Erzegovina in circostanze eccezionali. Non era altro che un programma centralizzato per la presa di potere in ogni municipalità del Paese, tramite la creazione di un governo ombra con strutture para-governative, attraverso una serie di "crisi di governo" e per preparare i lealisti serbi a coordinarsi con l'Armata Popolare Jugoslava (JNA).
Il 9 gennaio 1992 l'Assemblea serbo-bosniaca proclamò la Repubblica del Popolo Serbo di Bosnia Erzegovina (Република српског народа Босне и Херцеговине/Republika srpskog naroda Bosne i Hercegovine).
Il 28 febbraio 1992 venne adottata la Costituzione della Repubblica del Popolo Serbo di Bosnia Erzegovina e fu dichiarato che il territorio di tale stato includeva le regioni autonome serbe, nonché le municipalità e le altre entità di etnia serba, così come "tutte le regioni in cui la popolazione serba rappresenta una minoranza a seguito del genocidio della Seconda Guerra Mondiale"; fu altresì dichiarato che tale territorio era parte integrante dello Stato federale jugoslavo.
Tra il 29 febbraio ed il 1º marzo 1992 si tenne il referendum sull'indipendenza della Bosnia-Erzegovina della Jugoslavia. La stragrande maggioranza dei serbi lo boicottò, mentre vi parteciparono i bosniaci ed i croati, che erano invece a favore dell'indipendenza.

### Istituzione della Comunità croata dell'Erzeg-Bosnia
Gli obiettivi dei nazionalisti della Croazia furono condivisi dai nazionalisti croati in Bosnia ed Erzegovina ed il partito di governo della Repubblica di Croazia, l'Unione Democratica Croata (HDZ), organizzò il ramo del partito in Bosnia. Nella seconda parte del 1991, gli elementi più estremisti del partito sotto la guida di Mate Boban, Dario Kordić, Jadranko Prlić, Ignac Koštroman e i leader locali come Anto Valenta, e con il supporto di Franjo Tuđman e Gojko Susak, avevano preso il controllo effettivo del partito. Ciò coincise con il picco della guerra d'indipendenza croata. Il 18 novembre 1991 il ramo del partito in Bosnia-Erzegovina, l'Unione Democratica Croata di Bosnia-Erzegovina (HDZ BiH), istituì la "Comunità croata dell'Erzeg-Bosnia", che almeno formalmente rimaneva all'interno di una Bosnia indipendente.

### Piano Carrington-Cutileiro
L'Accordo di Lisbona, noto anche come il piano Carrington-Cutileiro, chiamato così per i suoi creatori Lord Carrington e José Cutileiro, fu il risultato della conferenza organizzata dalla Comunità europea per impedire l'escalation del conflitto. Essa ha proposto la condivisione del potere a tutti i livelli amministrativi tra le etnie e la devolution dal governo centrale alle comunità etniche locali. Ciò prevedeva la divisione in zone etnicamente ben definite, obiettivi che all'inizio della guerra era di fatto impossibile in quanto le zone multietniche erano maggioritarie rispetto a quelle non miste.
Il 18 marzo 1992, tutte e tre le parti sottoscrissero l'accordo; Alija Izetbegović per i musulmani, Radovan Karadžić per i serbi e Mate Boban per i croati.
Tuttavia, il 28 marzo 1992, Izetbegović, dopo l'incontro con l'allora ambasciatore statunitense in Jugoslavia Warren Zimmermann a Sarajevo, ritirò la sua firma e dichiarò la sua opposizione a qualsiasi tipo di divisione etnica della Bosnia, causando lo stallo delle istituzioni e il caos.
Quello che è stato detto tra i due rimane poco chiaro. Zimmerman nega di aver detto a Izetbegović che se avesse ritirato la sua firma, gli Stati Uniti gli avrebbero concesso il riconoscimento della Bosnia come stato indipendente. Quello che è indiscutibile è che Izetbegović, quello stesso giorno, ha ritirato la sua firma e ha rinunciato all'accordo.

### L'embargo
Il 25 settembre 1991 il Consiglio di Sicurezza delle Nazioni Unite approvò la risoluzione 713 imponendo l'embargo sulle armi in tutti i territori dell'ex-Jugoslavia. L'embargo colpì maggiormente l'Armata della Repubblica di Bosnia ed Erzegovina poiché la Serbia ereditò la quasi totalità dell'arsenale dell'Armata Popolare Jugoslava e l'esercito croato contrabbandava le armi con i gruppi mafiosi attraverso la costa dalmata. Oltre il 55 % degli arsenali e delle caserme della ex-Jugoslavia si trovavano in Bosnia (erano da sempre posizionate lì per sfruttare il vantaggio difensivo del terreno montuoso, prestandosi anche a base strategica in caso di invasione lampo della Jugoslavia), ma molte di quelle fabbriche erano sotto controllo serbo (come la fabbrica UNIS PRETIS in Vogošća), mentre altri arsenali risultavano inutilizzabili a causa della mancanza di energia elettrica e di materie prime.
Il governo bosniaco aveva fatto pressioni per ottenere la revoca di questo embargo ma Regno Unito, Francia e Russia posero il loro veto a questa richiesta. Le proposte americane per perseguire questa politica erano conosciute come "Lift and Strike". Il Congresso degli Stati Uniti approvò due risoluzioni che chiedevano di alleviare l'embargo, ma entrambe furono oggetto di veto da parte del presidente Clinton per timore di creare una spaccatura tra gli Stati Uniti ed i paesi sopra citati. Tuttavia, gli Stati Uniti usarono canali illegali per infiltrare gruppi terroristi islamici (spesso legati ad Al-Qaida) e massicce munizioni, contrabbandando armi alle forze musulmane.

## Cronologia del conflitto
L'Armata Popolare Jugoslava (JNA) lasciò ufficialmente la Bosnia in data 12 maggio 1992, poco tempo dopo la dichiarazione d'indipendenza del mese di aprile 1992. Tuttavia, la maggior parte della catena di comando, degli armamenti e del personale militare di alto rango, compreso il generale Ratko Mladić, rimasero nel paese e costituirono l'Esercito Serbo della Bosnia ed Erzegovina (poi rinominato Esercito della Repubblica Serba, VRS) in qualità di forza armata della repubblica serbo-bosniaca appena creata. I croati organizzarono una formazione militare difensiva chiamata Consiglio di difesa croato (HVO) con l'intenzione di stabilire le proprie postazioni nell'Erzeg-Bosnia. I musulmani si erano per lo più organizzati nell'Armata della Repubblica di Bosnia ed Erzegovina (ARBiH) esercito ufficiale della Repubblica della Bosnia ed Erzegovina. Inizialmente, il 25% del ARBiH era composto da non-musulmani, soprattutto il 1º corpo di stanza a Sarajevo. Sefer Halilović, il Capo di Stato Maggiore della Difesa territoriale bosniaca, affermò che nel giugno del 1992 le sue forze erano composte per il 70% da musulmani, per il 18% da croati e per il 12% da serbi. La percentuale di serbi e croati dell'esercito bosniaco era particolarmente elevata in città come Sarajevo, Mostar e Tuzla, inoltre, il vice comandante del quartier generale dell'esercito bosniaco era il generale Jovan Divjak, un serbo, mentre il generale croato Stjepan Šiber era il secondo vice comandante. Izetbegović nominò Blaž Kraljević comandante delle Forze di Difesa Croate (HOS), le quali erano una formazione paramilitare costituita dai croati che volevano restare alleati ai musulmani e che respingevano i propositi secessionisti e pan-croatisti perpetrati dal Consiglio di difesa croato.
Diverse unità paramilitari operarono durante la guerra bosniaca: tra i serbi la Guardia Volontaria Serba di Željko Ražnatović Arkan e le Aquile Bianche, tra i musulmani la Lega Patriottica e i Berretti Verdi, oltre alla già citata HOS croata. I paramilitari serbo-croati erano perlopiù volontari provenienti da Serbia e Croazia, sostenuti da partiti politici nazionalisti in questi paesi, come il Partito Croato dei Diritti (che si rifaceva agli ustascia di Ante Pavelić, formazione nazifascista croata durante il secondo conflitto mondiale) e il Partito Radicale Serbo (ispirato ai cetnici, monarchici serbi). Esistono accuse sul coinvolgimento della polizia segreta serba e croata nel conflitto.
I serbi ricevettero inoltre il sostegno di combattenti provenienti dai paesi slavi ortodossi, tra cui la Russia e la Grecia; esemplare è stato il caso della Guardia Volontaria Greca, che issò la bandiera greca a Srebrenica quando questa città cadde in mano serba nel 1995.
Alcuni combattenti occidentali provenienti dall'area culturale del fondamentalismo cristiano e molti volontari neonazisti austro-tedeschi si batterono al fianco dei croati. Il neonazista svedese Jackie Arklöv fu imputato per crimini di guerra in Svezia al ritorno dal conflitto, in quanto partecipò a esecuzioni nei campi di concentramento croati.
I bosniaci hanno ricevuto il sostegno di gruppi musulmani. Secondo alcuni rapporti, erano presenti anche diverse centinaia di guardie rivoluzionarie khomeiniste e combattenti dell'organizzazione libanese Hezbollah.

### 1992

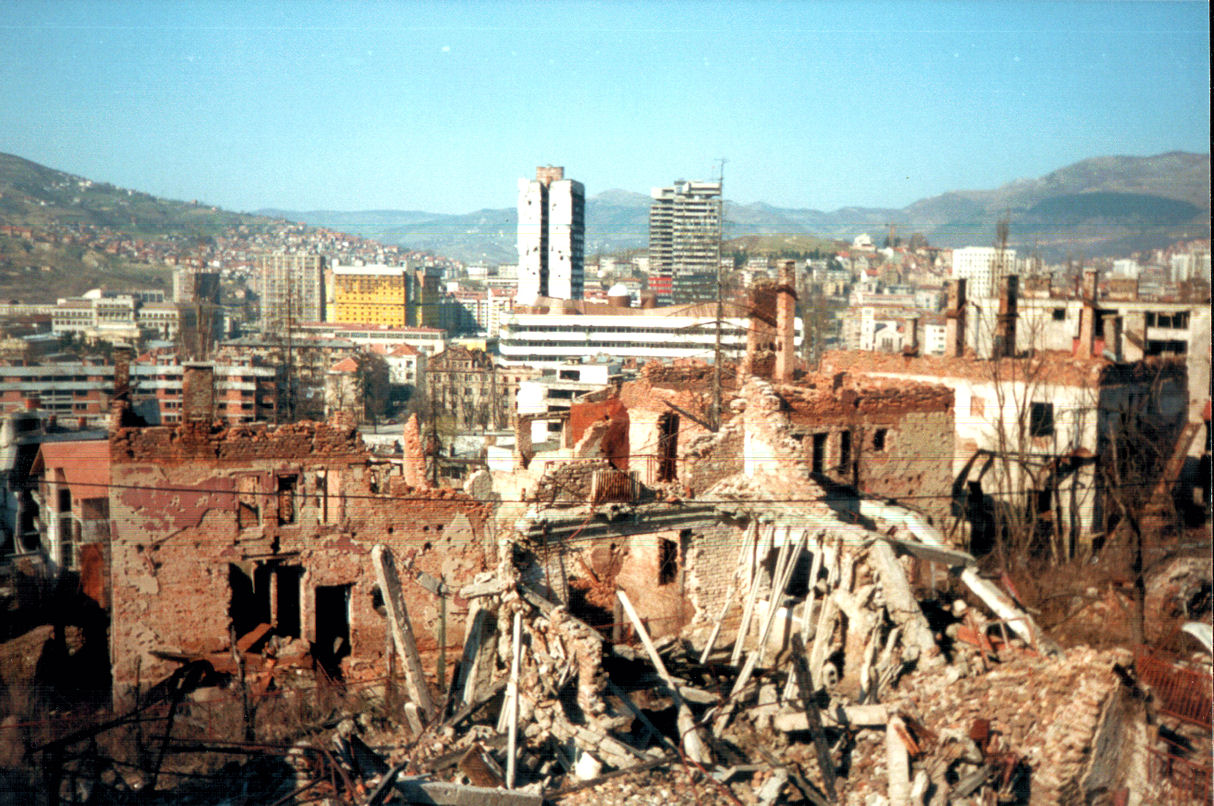
Rovine di Sarajevo durante l'assedio.

Il 19 settembre 1991 la JNA trasferì le sue truppe supplementari intorno alla città di Mostar, causando le proteste del governo locale. Le forze miste jugoslave attaccarono, nell'ottobre del 1991, il villaggio erzegovese di Ravno, nel tentativo di porre fine all'assedio di Dubrovnik.
Il 1º marzo 1992, secondo giorno del referendum sull'indipendenza della Bosnia ed Erzegovina, un membro delle forze speciali, Ramiz Delalić, sparò su un corteo nuziale serbo a Baščaršija uccidendo il padre dello sposo, Nikola Gardović. In risposta a questo assassinio, i serbi armati alzarono delle barricate a Sarajevo, e dal 1° al 5 marzo sollevarono barricate anche in diverse altre città bosniache (Šamac, Derventa, Odžak).
I musulmani controllavano il centro di Sarajevo, mentre i serbi controllavano il resto della città e le colline intorno ad essa. Dopo un appello al pubblico, Radovan Karadžić (serbo) e Alija Izetbegović (bosniaco), il 3 marzo tennero un incontro presso la sede della JNA nel centro di Sarajevo, con la mediazione del generale JNA Milutin Kukanjac. Dopo un acceso dibattito, Karadžić e Izetbegović convennero di affidare l'ordine nella città a pattuglie miste della JNA e della polizia bosniaca. Tuttavia, nel marzo 1992, seguirono frequenti scontri armati che causarono decine di morti.
Intanto nella notte tra il 26 e il 27 marzo le truppe delle Forze armate della Repubblica di Croazia in coordinamento con paramilitari musulmani attraversarono il fiume Sava e massacrarono 60 civili serbi. Questo massacro avviò importanti conflitti armati in Bosnia ed Erzegovina. La reazione serba non si fece aspettare: le forze paramilitari serbe della Guardia Volontaria Serba guidate da Arkan, il giorno 1º aprile, occuparono Bijeljina, un'importante città nel nord-est della Bosnia ed Erzegovina, uccidendo molti civili musulmani.

#### Proteste contro la guerra

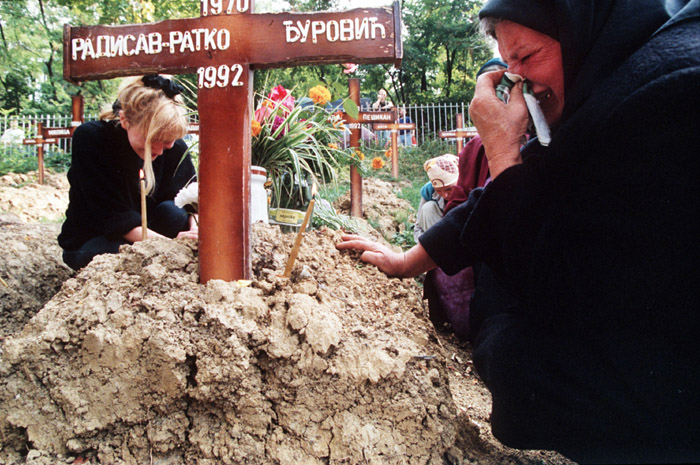
Una donna serba piange una tomba nel cimitero del Leone a Sarajevo, 1992.

In risposta allo scoppio del conflitto aperto, i cittadini di Sarajevo il 5 aprile organizzarono una grande protesta contro la guerra, opponendosi al nazionalismo. Simili proteste si svolsero anche a Mostar e in altre città della Bosnia ed Erzegovina. A Sarajevo, i manifestanti entrarono nell'edificio del parlamento e, quando arrivarono a poche centinaia di metri di distanza dal quartier generale del Partito Democratico Serbo, presso l'hotel Holiday Inn, Suada Dilberović e Olga Sučić furono uccise da un cecchino non meglio identificato, probabilmente serbo.
Nel maggio 1992, inizia il bombardamento di Sarajevo (distrutti l'ufficio postale principale e la Presidenza della Bosnia ed Erzegovina). In particolare, il 1 maggio 1992, i serbi arrestano all'aeroporto il presidente della Bosnia ed Erzegovina, Alija Izetbegović, che tornava da Lisbona e lo conducono al quartier generale della JNA in Lukavica. Il giorno seguente, la JNA dà l'assalto al centro città di Sarajevo e tenta di occupare il palazzo presidenziale senza tuttavia riuscirvi a causa della resistenza dei volontari bosniaci, che riescono a respingere l'attacco malgrado l'evidente inferiorità in termini di materiale bellico a disposizione. Il giorno seguente, in cambio del rilascio di Izetbegović, viene concordata l'uscita dalla caserma cittadina da parte degli alti gerarchi della JNA ai quali (in violazione dell'accordo iniziale) si aggiunge all'ultimo anche la fanteria. In tale occasione, la difesa territoriale bosniaca attacca la colonna di militi serbi, in via Dobrovoljacka, uccidendone 6 e imprigionandone 215, mentre Izetbegović viene rilasciato.
L'Accordo di Graz fu firmato tra i leader musulmani, croati e serbi ai primi di maggio 1992. Nel giugno intanto scoppia la guerra croato-musulmana e il 3 luglio i leader dell'Unione democratica croata dichiararono autonoma la Repubblica Croata dell'Erzeg-Bosnia, già presentata come Unione nel novembre precedente: il potere esecutivo fu assegnato a Boban e venne proclamata come capitale Mostar. Inoltre, nel mese di giugno, i serbo-bosniaci iniziarono l'Operazione Vrbas '92 e l'Operazione Koridor.
Durante i mesi di aprile e maggio 1992 attacchi feroci infuriavano nella Bosnia orientale, così come nella parte nord-occidentale del paese. In aprile si svolsero gli attacchi da parte dei leader SDS, insieme agli ufficiali di campo del secondo comando militare della ex-JNA, che furono condotti nella parte orientale del paese, con l'obiettivo di assumere posizioni strategicamente rilevanti e stabilire una base di comunicazione. Gli attacchi effettuati portarono ad un gran numero di civili morti e feriti.
Nel giugno 1992, la Forza di protezione delle Nazioni Unite (UNPROFOR), originariamente presente in Croazia, estese il suo mandato in Bosnia, almeno inizialmente per proteggere l'aeroporto di Sarajevo. Nel mese di settembre, il ruolo di UNPROFOR è stato ampliato per proteggere gli aiuti umanitari e assistere tutta la Bosnia ed Erzegovina, nonché per aiutare a proteggere i rifugiati civili, ove richiesto dalla Croce Rossa.

#### Campagna di pulizia etnica in Bosnia orientale
Inizialmente, le forze serbe attaccarono la popolazione civile non serba in Bosnia orientale. Le città e villaggi erano saldamente nelle loro mani, le forze serbe militari, la polizia, i paramilitari e gli abitanti dei villaggi - a volte anche serbi - applicarono lo stesso schema: case e appartamenti musulmani erano sistematicamente saccheggiati o bruciati, i civili catturati, e talvolta feriti o uccisi in processi sommari. Uomini e donne vennero separati, con molti degli uomini detenuti nei campi di concentramento, e le donne spesso stuprate.

#### I fatti nella regione di Prijedor
Il 23 aprile 1992 l'SDS decise che tutte le unità serbe iniziassero subito a lavorare alla conquista del comune di Prijedor in coordinamento con la JNA. Entro la fine di aprile 1992, un certo numero di stazioni di polizia serbe clandestine furono create nel comune e più di 1 500 serbi armati erano pronti a prendere parte all'attacco.
Nella notte tra il 29 ed il 30 aprile 1992 la presa del potere ebbe luogo. I dipendenti della stazione di pubblica sicurezza e di polizia di riserva furono riuniti a Cirkin Polje, parte del comune di Prijedor. Solo i serbi erano presenti e alcuni di loro indossavano uniformi militari. Le persone lì hanno avuto il compito di prendere il potere nel comune e sono stati suddivisi in cinque gruppi. Ogni gruppo di circa venti aveva un leader e ad ognuno è stato ordinato di ottenere il controllo di alcuni edifici. Un gruppo è stato responsabile per la costruzione dell'Assemblea, uno per la costruzione di polizia principale, uno per i giudici, uno per la banca e l'ultimo per l'ufficio postale.
Le autorità serbe istituirono campi di lavoro nella fabbrica Keraterm intorno al 23/24 maggio 1992. I primi detenuti sono stati portati al campo qualche volta a fine maggio 1992 (tra il 26 e il 30 maggio). Secondo le autorità e i documenti serbi di Prijedor, c'è stato un totale di 3 334 persone detenute nel campo dal 27 maggio al 16 agosto, 1992. 3 197 di loro erano bosniaci musulmani, 125 erano croati. Il campo Trnoplje è stato istituito nel villaggio di Trnoplje il 24 maggio 1992. Il campo è stato custodito da tutti i lati dall'esercito serbo.
Il tribunale dell'Aja ha concluso che questa operazione da parte dei politici serbi è stato come un colpo di Stato illegale, che è stato pianificato e coordinato a lungo in anticipo con l'obiettivo finale di creare un comune puro serbo. Questi piani non sono mai stati nascosti e sono stati implementati in un'azione coordinata da parte della polizia serba, esercito e politici. Uno dei protagonisti è stato Milomir Stakić.

#### Le uccisioni di civili e le fughe dei profughi
Intanto la JNA sotto il controllo della Serbia fu in grado di assumere il controllo di almeno il 60% del paese prima del 19 maggio data ufficiale del suo ritiro.. Molto di questo fu dovuto al fatto che erano molto meglio armati e organizzati rispetto ai croato-musulmani.
Seguì un massiccio e fino ad allora mai visto "scambio etnico": Doboj, Foča, Rogatica, Vlasenica, Bratunac, Zvornik, Prijedor, Sanski Most, Ključ, Brčko, Derventa, Modriča, Bosanska Krupa, Bosanski Brod, Bosanski Novi, Glamoč, Bosanski Petrovac, Čajniče, Bijeljina, Višegrad, Donji Vakuf, e parti di Sarajevo furono i settori in cui i serbi stabilirono il controllo ed espulsero bosniaci e croati. Allo stesso modo, le regioni centrali della Bosnia ed Erzegovina (Sarajevo, Zenica, Maglaj, Zavidovići, Bugojno, Mostar, Konjic, ecc.), videro massacri e fughe della popolazione serba da parte dei musulmani e croati, e la migrazione verso le zone serbe.

#### L'offensiva del Consiglio di difesa croato in Bosnia centrale
Dopo aver espulso dalle zone a maggioranza croate dalla presenza dei serbi a ovest della Narenta e dopo il fallimento dell'offensiva contro i serbo-bosniaci a est (Offensiva di Mitrovdan) il Consiglio di difesa croato (HVO) decise di prendere il controllo delle zone della Bosnia centrale sotto l'egida dell'ARBiH musulmana, continuando la politica pan-croatista. È opinione diffusa che ciò fosse dovuto all'Accordo di Karađorđevo.
Per fare questo, le forze dell'HVO avrebbero dovuto sia sedare il dissenso dal gruppo armato paramilitare HOS sia sconfiggere l'esercito bosniaco, dal momento che il territorio che volevano era sotto il controllo del governo bosniaco di Alija Izetbegović. L'HVO quindi sostenuto dall'Esercito croato che Franjo Tuđman aveva mandato come sostegno e con il tacito supporto serbo-bosniaco lanciò una vasta offensiva contro le forze musulmane.
L'Accordo di Graz del maggio 1992 causò la spaccatura tra i croati che volevano continuare l'alleanza anti-serba con i musulmani e coloro che supportati dal governo di Zagabria volevano ottenere il controllo della Bosnia centrale all'interno della Grande Croazia. Uno dei leader croati contrario a ciò era Blaž Kraljević, il leader della HOS, che aveva anche un programma nazionalista croato che prevedeva la collaborazione con Izetbegović. Nel giugno 1992 Novi Travnik e Gornji Vakuf furono soggetti a una pesantissima offensiva croata.
Il 18 giugno 1992 la difesa territoriale bosniaca a Novi Travnik ricevette un ultimatum che includeva le richieste di abolire le esistenti istituzioni della Bosnia ed Erzegovina, stabilire l'autorità della Comunità croata e giurare fedeltà ad essa, subordinare la difesa territoriale all'HVO ed espellere i rifugiati musulmani, il tutto entro 24 ore. L'attacco fu lanciato il 19 giugno, la scuola elementare e l'ufficio postale furono attaccati e danneggiati, ma l'attacco fallì.
Le forze bosniache notevolmente male equipaggiate riuscirono a respingere l'offensiva croata. In quel momento, a causa della sua posizione geografica, la Bosnia era circondata dalle forze croate e serbe da tutti i lati. Non c'era modo di importare armi o cibo. Ciò che ha salvato la Bosnia fu il suo vasto complesso sistema industriale pesante, che era in grado di passare alla produzione di hardware militare. Nell'agosto del 1992, il leader HOS Blaž Kraljević fu liquidato dall'HVO, che quindi fece fuori il gruppo "moderato" croato che sperava di unirsi ai musulmani.
La situazione diventò più grave nel mese di ottobre 1992, quando le forze croate attaccarono la popolazione civile bosniaca a Prozor bruciando le loro case e uccidendo civili. Secondo il tribunale dell'Aja nell'accusa contro Jadranko Prlić i croati fecero pulizia etnica tra Prozor e i villaggi circostanti. Nell'ottobre 1992 i serbi conquistarono la città di Jajce ed espulsero la popolazione croata e bosniaca. La caduta della città era in gran parte a causa della mancanza di cooperazione bosniaco-croata e le crescenti tensioni, soprattutto negli ultimi quattro mesi.

### 1993
L'8 gennaio 1993, i serbi uccisero il vice primo ministro del RBiH Hakija Turajlić dopo aver fermato il convoglio delle Nazioni Unite che lo stava trasportando dall'aeroporto. Gran parte dell'anno vide tra gli avvenimenti più significativi la guerra croato-musulmana. Nel gennaio 1993 le forze croate occuparono Gornji Vakuf-Uskoplje, la connessione con la Bosnia centrale.
Il 22 febbraio 1993 il Consiglio di Sicurezza delle Nazioni Unite passò Risoluzione 808, che ha deciso "che un tribunale internazionale è istituito per perseguire i responsabili di gravi violazioni del umanitario internazionale". Nell'aprile 1993, il Consiglio di sicurezza delle Nazioni Unite ha emesso la Risoluzione 816, che invitava gli Stati membri a imporre una no-fly zone sulla Bosnia. Il 12 aprile 1993 la NATO iniziò questa operazione (Operazione Deny Flight).
Tra il 15 ed il 16 maggio il 96% dei serbi votò per respingere il piano Vance-Owen. Dopo il fallimento del piano di pace Vance-Owen, che praticamente divise il paese in tre parti etniche, avvenne l'escalation definitiva del conflitto armato tra croati e musulmani su oltre il 30% del territorio del paese. Il 25 maggio il Tribunale penale internazionale per l'ex-Jugoslavia (ICTY) è stato formalmente istituito dalla Risoluzione 827 del Consiglio di sicurezza delle Nazioni Unite.

#### Bombardamento di Gornji Vakuf
Gornji Vakuf è una città a sud della Valle della Lašva e di importanza strategica in Bosnia centrale. Si trova a 48 chilometri da Novi Travnik. Per i croati era un collegamento molto importante tra la Valle della Lašva e l'Erzegovina, due territori inclusi nell'autoproclamata Repubblica Croata dell'Erzeg-Bosnia. Le forze croate ridussero gran parte del centro storico orientale della città di Gornji Vakuf in macerie.
Il 10 gennaio del 1993, poco prima dello scoppio delle ostilità nel Gornji Vakuf, il comandante HVO Vitez Luka Šekerija, inviò una richiesta top secret al colonnello Tihomir Blaškić e Dario Kordić, (poi condannato per crimini di guerra e crimini contro l'umanità) di occupare le fabbriche di munizioni a Vitez. Scoppiarono quindi combattimenti a Gornji Vakuf l'11 gennaio 1993, causati dai croati che piazzarono una bomba in un hotel bosniaco utilizzato come quartier generale militare. Seguì un violentissimo bombardamento da parte dell'artiglieria croata.
Durante il cessate il fuoco, il colonnello Andrić, che rappresentava l'HVO, chiese che le forze ARBiH deponessero le armi e accettassero il controllo croati della città, minacciando che altrimenti la città sarebbe stata rasa al suolo. Le richieste dell'HVO non furono accettate dall'ARBiH e l'attacco continuò, seguito da massacri di civili musulmani nei vicini villaggi di Bistrica, Uzričje, Dusa, Ždrimci e Hrasnica.

#### La pulizia etnica nella valle della Lašva

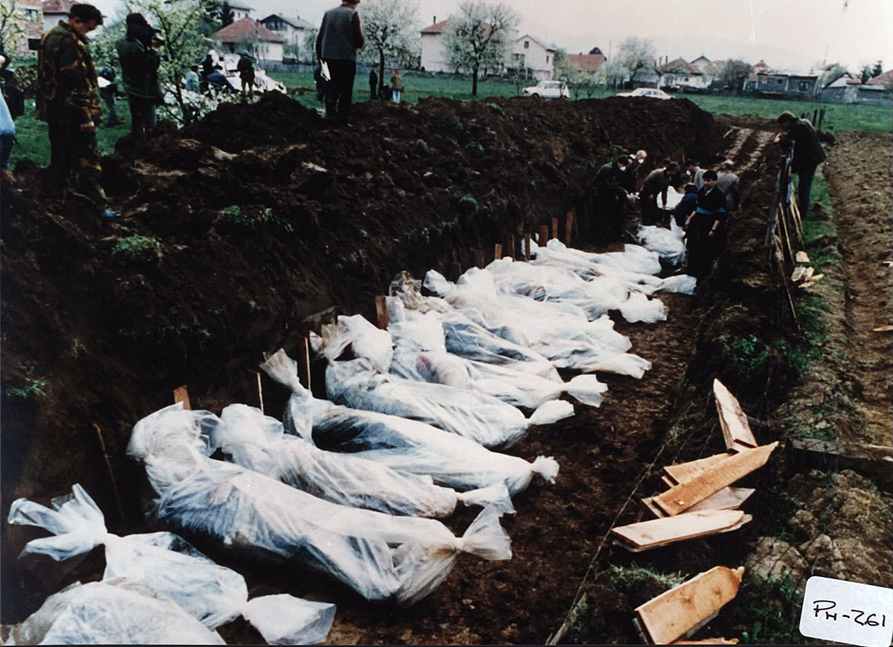
Vittime musulmane trucidate dall'HVO a Vitez.

La campagna di pulizia etnica contro i civili musulmani fu progettata dalla leadership dell'autoproclamata Repubblica Croata dell'Erzeg-Bosnia dal maggio 1992 al marzo 1993, con lo scopo di realizzare gli obiettivi previsti dai nazionalisti croati nel novembre del 1991. I musulmani subirono omicidi di massa, stupri, reclusione nei campi, così come la distruzione dei siti culturali e proprietà privata. Questo è stato spesso seguito da propaganda islamofoba, in particolare nei comuni di Vitez, Busovača, Novi Travnik e Kiseljak. Il massacro di Ahmići nell'aprile 1993, fu il culmine della pulizia etnica, con conseguente uccisione di massa di civili musulmani bosniaci in poche ore. Il più giovane era un bambino di tre mesi, che è stato colpito a morte nella sua culla, e la più anziana è stata una donna ottantunenne. È il più grande crimine della guerra croato-musulmana.
Il Tribunale penale internazionale per l'ex-Jugoslavia ha stabilito che questi crimini sono stati pari a crimini contro l'umanità in numerose sentenze contro i leader politici e militari croati e soldati, in particolare Dario Kordić. E ha quindi dimostrato l'intento da parte della dirigenza croato-bosniaca di ripulire completamente la Bosnia centrale dalla presenza dei musulmani. Dario Kordić, come leader politico della Comunità Croata della Bosnia centrale e alto funzionario della Repubblica Croata dell'Erzeg-Bosnia, è stato indicato quale propugnatore di questo piano.
La pulizia etnica della valle della Lašva ha causato la morte di almeno 2000 civili musulmani.

#### La guerra in Erzegovina
L'Erzeg-Bosnia croata prese il controllo di molti governi e servizi comunali in Erzegovina, rimuovendo o emarginando i leader bosniaci locali. Lo stemma e le bandiere insieme alla moneta croati furono introdotti e la lingua croata nelle scuole. Molti musulmani e serbi furono rimossi da posizioni nel governo e imprese private; gli aiuti umanitari erano gestiti e distribuiti a svantaggio dei bosgnacchi e dei serbi (anche se in realtà la popolazione serba dell'Erzegovina era stata completamente uccisa o espulsa). Molti di loro furono deportati in campi di concentramento: Heliodrom, Dretelj, Gabela, Vojno e Sunje.
Fino al 1993, HVO e ARBiH avevano combattuto fianco a fianco contro le forze superiori della VRS in alcune aree della Bosnia ed Erzegovina. Anche se il confronto armato ed eventi come il rapimento Totić avevano teso il rapporto tra l'HVO e ARBiH, l'alleanza croato-musulmana si era mantenuta a nord in Bihać e Posavina, dove entrambi erano stati pesantemente sconfitti dalle forze serbe.
Secondo la sentenza ICTY nel caso Naletilic - Martinović forze dell'HVO hanno attaccato i villaggi di Sovići e Doljani, a circa 50 chilometri a nord di Mostar il mattino del 17 aprile 1993 con l'obbiettivo di aprirsi la strada verso Jablanica, il principale centro musulmano. I comandanti dell'HVO avevano calcolato che avevano bisogno di due giorni per prendere Jablanica. La posizione di Sovići era di importanza strategica per l'HVO poiché era sulla strada per Jablanica. Per il ARBiH esso era un gateway per l'altopiano di Risovac, che poteva creare le condizioni per un ulteriore progresso verso la costa adriatica. Il 15 aprile 1993 i croati iniziarono l'offensiva. L'artiglieria distrusse la parte nord di Sovići. L'esercito bosniaco stava combattendo in ritirata, ma alle 5:00 il comandante dell'esercito bosniaco a Sovići, si arrese. Circa 70-75 soldati si arresero. In totale, almeno 400 civili musulmani bosniaci furono arrestati. La marcia HVO verso Jablanica fu fermata dopo un accordo di cessate il fuoco.

#### Assedio di Mostar

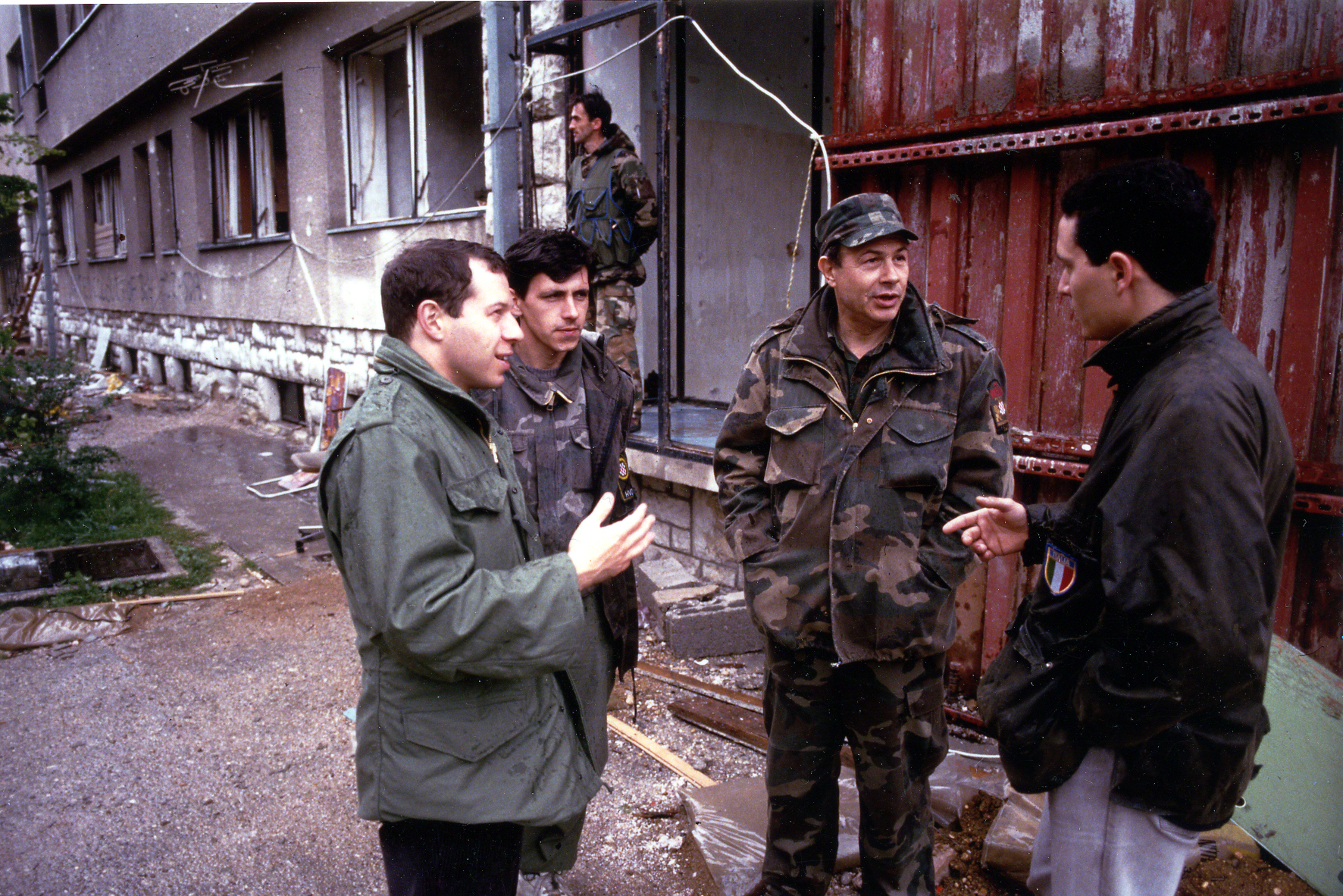
Il giornalista e scrittore Corrado Maria Daclon, a sinistra, a Mostar con le forze dell'HVO nel 1994

Dopo che già nel 1992 la popolazione serba era stata eliminata, la parte orientale della capoluogo dell'Erzegovina Mostar era stata circondata dalle forze HVO per nove mesi, e il suo centro storico fu gravemente danneggiato dalle granate tra cui il famoso ponte Stari Most.
Mostar fu diviso in una parte occidentale, dominata dalle forze dell'HVO e una parte orientale, dove la ARBiH era in gran parte concentrata. Tuttavia, l'esercito bosniaco aveva sede a Mostar Ovest nel seminterrato di un complesso edilizio denominato Vranica. Nelle prime ore del 9 maggio 1993, il Consiglio di difesa croato attaccò Mostar utilizzando artiglieria, mortai, armi pesanti e di piccolo calibro. L'HVO controllava tutte le strade che portano a Mostar e alle organizzazioni internazionali era negato l'accesso. Radio Mostar annunciò che tutti i bosniaci dovevano appendere una bandiera bianca alle finestre. L'attacco croato era stato ben preparato e pianificato.
La parte ovest della città fu occupata da migliaia di bosgnacchi espulsi dal lato ovest al lato est della città, inoltre il bombardamento ridusse gran parte del lato est di Mostar in macerie. La JNA precedentemente aveva demolito Carinski Most, Titov Most e Lučki Most sul fiume escluso il Stari Most. Le forze dell'HVO (e le sue divisioni minori) erano impegnate in una esecuzione di massa, pulizia etnica e stupri sulla popolazione bosgnacca della Mostar Ovest e dei suoi dintorni insieme a un incessante assedio della parte est a guida musulmana.
L'ARBiH reagì con un'operazione nota come Operazione Neretva '93 contro l'HVO e le Forze armate della Repubblica di Croazia nel settembre 1993 per porre fine all'assedio di Mostar, e riconquistare le aree dell'Erzegovina che erano state incluse nell'autoproclamata Repubblica Croata dell'Erzeg-Bosnia. L'operazione fu un successo, ma venne arrestata dalle autorità bosniache dopo aver ricevuto informazioni sul massacro contro civili croati e prigionieri di guerra nei villaggi di Grabovica e Uzdol.
La leadership HVO è stata condannata dall'ICTY mentre il generale musulmano Sefer Halilović responsabile dei massacri contro i croati è stato assolto. Nel tentativo di proteggere i civili, il ruolo di UNPROFOR fu ulteriormente ampliato nel maggio 1993 per proteggere le "zone di sicurezza" che il Consiglio di sicurezza delle Nazioni Unite aveva dichiarato intorno a Sarajevo, Goražde, Srebrenica, Tuzla, Žepa e Bihać nella risoluzione del 6 maggio 1993.

### 1994

#### Massacro di Markale
Il 5 febbraio 1994 Sarajevo subì il più sanguinoso attacco singolo durante l'intero assedio, passato alla storia come il massacro di Markale, quando un colpo di mortaio da 120 millimetri atterrò nel centro del mercato affollato, uccidendo 68 persone e ferendone altre 144.
Il 6 febbraio, il Segretario generale delle Nazioni Unite Boutros Boutros-Ghali formalmente chiese alla NATO di confermare che le future richieste di incursioni aeree fossero eseguite immediatamente.
Il 9 febbraio 1994 la NATO autorizzò il comandante delle Forze alleate del Sud Europa (CINCSOUTH), l'ammiraglio statunitense Jeremy Boorda, per lanciare un attacco aereo - su richiesta delle Nazioni Unite - contro l'artiglieria e i mortai in o vicino a Sarajevo che secondo l'UNPROFOR era responsabile di attacchi contro obiettivi civili in quella città.
Solo la Grecia non sostenne l'uso di attacchi aerei, ma non espresse un veto alla proposta. Il Consiglio Nord Atlantico emise un ultimatum ai serbi bosniaci, chiedendo la rimozione delle armi pesanti vicino a Sarajevo entro la mezzanotte del 20-21 febbraio pena incursioni aeree e perciò il 12 febbraio, Sarajevo godette il suo primo giorno libero da incidenti dal mese di aprile 1992.

#### Gli accordi di Washington
La guerra croato-musulmana si concluse ufficialmente il 23 febbraio 1994, quando il comandante della HVO, generale Ante Roso e il comandante dell'esercito bosniaco, generale Rasim Delić, firmarono un accordo di cessate il fuoco a Zagabria. Il 18 marzo 1994 un accordo di pace mediato dagli Stati Uniti tra i croati in guerra (rappresentati dalla Repubblica di Croazia) e la Repubblica di Bosnia ed Erzegovina fu firmato a Washington e Vienna.
L'accordo di Washington pose fine alla guerra tra croati e bosniaci e divise il territorio controllato dalle due etnie in dieci cantoni autonomi, istituendo la Federazione di Bosnia ed Erzegovina.
A questo punto ARBiH e HVO, supportate da NATO ed Esercito Croato erano pronte a controbattere e lanciare una comune offensiva contro l'Esercito della Repubblica Serba (VRS).

#### L'UNPROFOR e la NATO
La NATO divenne attivamente coinvolta, quando i suoi jet abbatterono quattro aerei serbi sopra la Bosnia centrale il 28 febbraio 1994 per aver violato la no-fly zone delle Nazioni Unite.
Il 12 marzo 1994 l'UNPROFOR fece la sua prima richiesta di supporto aereo alla NATO, ma il supporto aereo ravvicinato non fu distribuito a causa di una serie di ritardi associati al processo di approvazione.
Il 10 e 11 aprile 1994 UNPROFOR richiese attacchi aerei per proteggere la zona di sicurezza di Goražde, con conseguente bombardamento di un avamposto serbo vicino Goražde da due F-16 statunitensi Questa fu la prima volta nella storia della NATO, che si fece un'aggressione del genere. Ciò provocò la presa di 150 ostaggi delle Nazioni Unite il 14 aprile. Il 16 aprile un sea harrier inglese fu abbattuto sopra Goražde dalle forze serbe. Il 15 aprile le linee del governo bosniaco vicino Goražde si ruppero.
Intorno al 29 aprile a un contingente danese (Nordbat 2) in servizio di peacekeeping in Bosnia, come parte del battaglione di UNPROFOR situato a Tuzla, venne teso un agguato mentre cercava di aiutare un posto di osservazione svedese (Tango 2) che era sotto il fuoco dell'artiglieria pesante della brigata serba Sekovici presso il villaggio di Kalesija, ma l'agguato fu disperso quando le forze ONU reagirono con il fuoco pesante con l'Operazione Bøllebank.
Il 12 maggio, il Senato americano approvò un disegno di legge del senatore Bob Dole che revocava l'embargo, inutilmente dato poi il veto del presidente Clinton Un altro documento fu firmato dal presidente il 5 ottobre 1994 che dichiarava nel caso in cui i serbi bosniaci non avessero accettato la proposta del Gruppo di contatto (NATO+Russia) entro il 15 ottobre, il Presidente avrebbe presentato una proposta al Consiglio di Sicurezza delle Nazioni Unite per terminare l'embargo sulle armi.
Il 5 agosto, su richiesta di UNPROFOR, aerei della NATO attaccarono un bersaglio all'interno della zona di esclusione di Sarajevo, dopo che furono requisite le armi dei serbi da un sito di raccolta di armi nei pressi di Sarajevo. Il 22 settembre 1994 aerei della NATO inoltre fecero un raid aereo contro un carro armato serbo-bosniaco, su richiesta di UNPROFOR.
Tra il 12 ed il 13 novembre gli Stati Uniti unilateralmente revocarono l'embargo sulle armi contro il governo della Bosnia. Il 19 novembre il Consiglio Nord Atlantico approvò l'estensione del Close Air Support in Croazia per la protezione delle forze dell'ONU in quel paese. Aerei della NATO attaccarono l'aerodromo serbo in Croazia il 21 novembre, in risposta agli attacchi lanciati da questo aeroporto contro obiettivi a Bihać in Bosnia ed Erzegovina. Il 23 novembre, dopo gli attacchi lanciati da un aereo a sud di Otoka (nord-ovest della Bosnia ed Erzegovina) su due aerei della NATO, attacchi aerei furono condotti contro i radar di difesa aerea in quella zona.
Il 25 ottobre un contingente danese effettuò l'Operazione Amanda.

### 1995

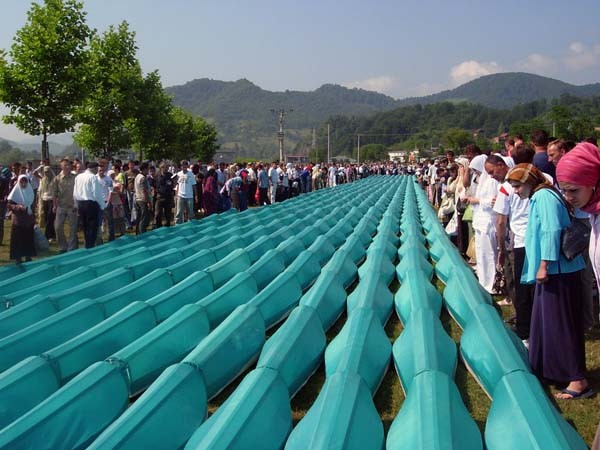
Commemorazione del massacro dei musulmani a Srebrenica nel 2006.

Nel luglio 1995 la Vojska Republike Srpske del generale Ratko Mladić occupò la "zona di sicurezza" delle Nazioni Unite Srebrenica nella Bosnia orientale dove circa 8 000 uomini furono uccisi nel massacro di Srebrenica (la maggior parte delle donne furono evacuate verso il territorio bosniaco). Le Forze di protezione delle Nazioni Unite (UNPROFOR), rappresentate da un forte contingente di 400 olandesi, non riuscì a impedire la cattura della città da parte della VRS e il successivo massacro.
In linea con l'Accordo di Split, le forze croate invasero la Bosnia occidentale con l'Operazione Estate '95 e ai primi di agosto lanciarono l'Operazione Tempesta, che annientò la Repubblica Serba di Krajina e causò l'uccisione e l'esodo di più di 250 000 serbi dalla Croazia. Con questo, l'alleanza bosniaco-croata iniziò una forte offensiva contro la VRS con l'Operazione Mistral e l'Operazione Sana. L'ARBiH e i croati giunsero a soli 20 km dalla capitale serba Banja Luka.
Intanto dopo i massacri di Markale e Srebrenica la NATO su mandato del segretario ONU cominciò l'Operazione Deliberate Force lanciando un attacco su tutta la Repubblica Serba. Il 14 settembre 1995 gli attacchi aerei della NATO furono sospesi per consentire l'attuazione di un accordo con i serbo-bosniaci per il ritiro delle armi pesanti intorno a Sarajevo.
Il 26 settembre 1995 fu raggiunto un accordo di base per un accordo di pace a New York tra i ministri degli esteri della Bosnia ed Erzegovina, della Croazia e della Repubblica Federale di Jugoslavia. Un cessate il fuoco di 60 giorni entrò in vigore il 12 ottobre e il 1º novembre iniziarono i negoziati di pace a Dayton (Ohio). La guerra si concluse con l'Accordo di Dayton, firmato il 21 novembre 1995, la versione definitiva dell'accordo di pace fu firmata il 14 dicembre 1995 a Parigi.
Dopo l'accordo di Dayton, la NATO compose una Forza di Attuazione (IFOR) in Bosnia. Essa fu distribuita al fine di far rispettare la pace, così come altre attività quali la fornitura di supporto per l'aiuto umanitario e politico, la ricostruzione, fornendo supporto per i civili sfollati per tornare alle loro case, la raccolta di armi e mine e ordigni inesplosi.

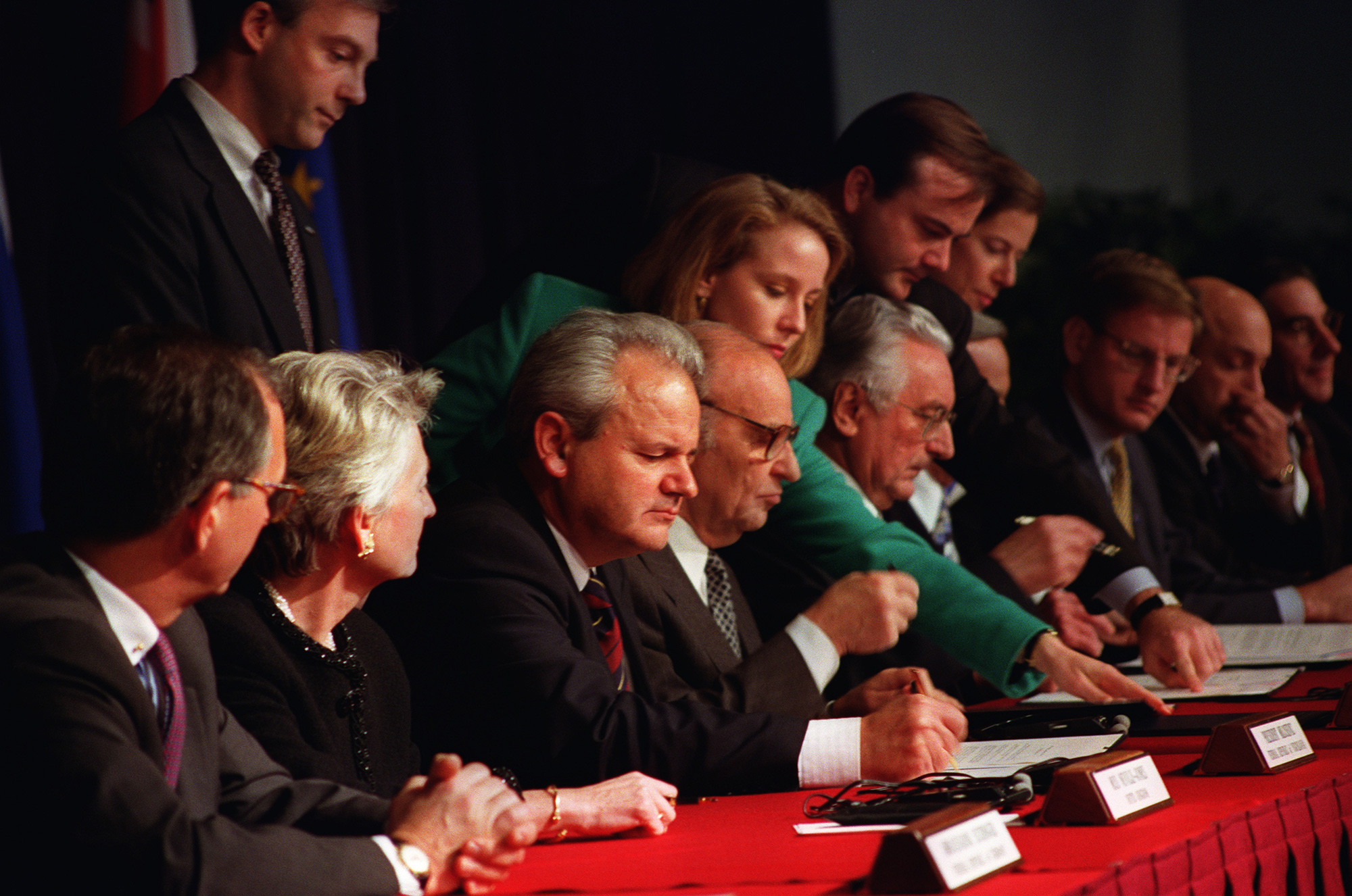
Gli accordi di Dayton, siglati da Alija Izetbegović (musulmano), Slobodan Milošević (serbo) e Franjo Tuđman (croato), segnarono la fine del conflitto bosniaco – erzegovese dopo 3 anni di violentissima guerra fratricida.

## Perdite umane
Il Centro di ricerca e documentazione di Sarajevo ha diffuso le cifre documentate (ma tutt'oggi non definitive) sui morti della guerra in Bosnia ed Erzegovina: 93 837 accertati (fino al dicembre 2005), di cui 63 687 Bosniaci (67,87%), 24 216 Serbi (25,8%), 5 057 Croati (5,39%) e 877 dichiaratisi Jugoslavi al censimento del 1991 o stranieri (0,93%).
Ci sono state anche perdite significative da parte delle truppe internazionali in Bosnia ed Erzegovina. Circa 320 soldati della UNPROFOR sono stati uccisi durante il conflitto in Bosnia . L'UNHCR ha dichiarato che il conflitto in Bosnia ha costretto più di 2,2 milioni di persone a fuggire dalle loro case, diventando così il più grande spostamento di persone in Europa dalla fine della seconda guerra mondiale. I dati possono essere schematizzati nella seguente tabella:
| Totale 104 732        | Bosgnacchi | c. 68 101 |
| Totale 104 732        | Serbi      | c. 22 779 |
| Totale 104 732        | Croati     | c. 8 858  |
| Totale 104 732        | Altri      | c. 4 995  |
| Totale civili 36 700  | Bosgnacchi | 25 609    |
| Totale civili 36 700  | Serbi      | 7 480     |
| Totale civili 36 700  | Croati     | 1 675     |
| Totale civili 36 700  | Altri      | 1 935     |
| Totale soldati 68 031 | Bosgnacchi | 42 492    |
| Totale soldati 68 031 | Serbi      | 15 298    |
| Totale soldati 68 031 | Croati     | 7 182     |
| Totale soldati 68 031 | Altri      | 3 058     |

| Totale 97 214         | Bosgnacchi | 64 341 | 66,2% |
| Totale 97 214         | Serbi      | 24 726 | 25,4% |
| Totale 97 214         | Croati     | 7 602  | 7,8%  |
| Totale 97 214         | altri      | 547    | 0,5%  |
| Totale civili 39 685  | Bosgnacchi | 33 071 | 83,3% |
| Totale civili 39 685  | Serbi      | 4 075  | 10,2% |
| Totale civili 39 685  | Croati     | 2 163  | 5,4%  |
| Totale civili 39 685  | Altri      | 376    | 0,9%  |
| Totale soldati 57 529 | Bosgnacchi | 31,270 | 54,4% |
| Totale soldati 57 529 | Serbi      | 20 649 | 35,9% |
| Totale soldati 57 529 | Croati     | 5 439  | 9,5%  |
| Totale soldati 57 529 | Altri      | 171    | 0,3%  |
| non accertati         | 4 000      |        |       |

## Le scuse delle autorità croate e serbe
Il 6 dicembre 2004, il presidente serbo Boris Tadić ha fatto le sue scuse alla Bosnia ed Erzegovina a tutti coloro che hanno sofferto i crimini commessi in nome del popolo serbo..
Il presidente della Croazia Ivo Josipović si è scusato nel mese di aprile 2010 per il ruolo del suo paese nella guerra bosniaca, di fronte al Parlamento bosniaco.
Il 31 marzo 2010, il parlamento serbo ha adottato una dichiarazione di "condanna nel modo più assoluto il crimine commesso nel luglio del 1995 contro la popolazione bosniaca di Srebrenica", il primo del suo genere nella regione. L'iniziativa di approvare una risoluzione è venuta dal presidente Tadić.

## Il ruolo della comunità internazionale

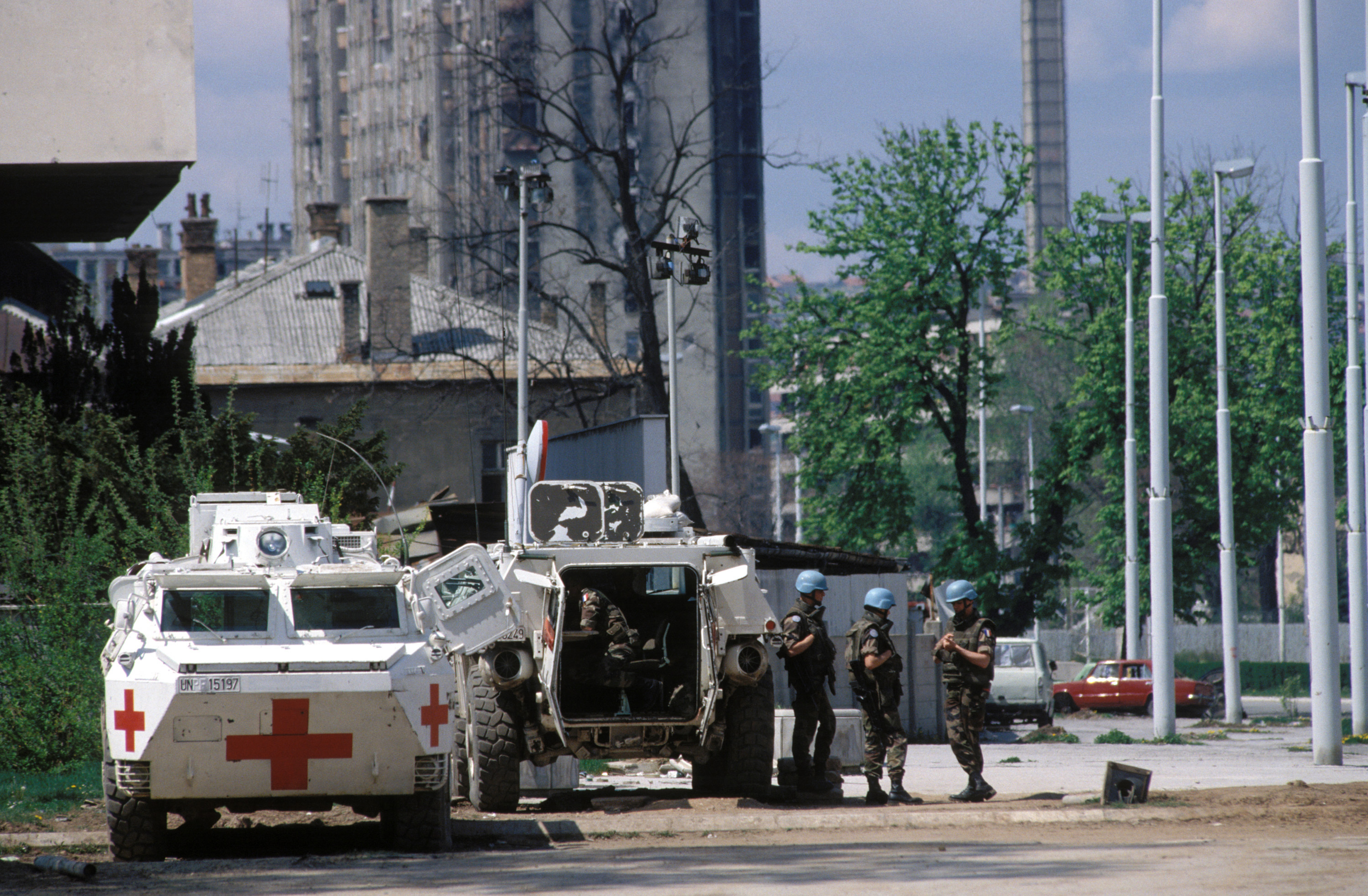
Peacekeepers delle Nazioni Unite a Sarajevo nel 1996

Inizialmente la responsabilità di trovare una soluzione alla crisi fu affidata alla Comunità europea e alle Nazioni Unite: tuttavia fu subito chiaro che i membri della NATO non erano pronti ad usare forza militare, che «avrebbe potuto contribuire [a fermare la guerra], come si comprese in seguito».
D'altro canto, gli Stati Uniti in un primo momento non vollero alcun coinvolgimento in una zona che non costituiva un centro privilegiato d'interesse. Solo con la venuta dell'amministrazione Clinton si ebbe, nel 1994, un interesse sempre più forte a risolvere la situazione, dovuto anche alle pressioni esercitate dall'opinione pubblica, scandalizzata dall'orrore che quotidianamente veniva trasmesso nei servizi televisivi (il cosiddetto «effetto CNN»).
L'intervento della comunità internazionale fu per gran parte del conflitto molto blando, limitandosi a promuovere sterili trattative di pace. Del tutto insufficiente si rivelò anche l'invio di un contingente ONU, l'UNPROFOR, che non riuscì in alcun modo a impedire il perpetrarsi di massacri contro la popolazione civile. La tragedia danneggiò profondamente la legittimità dell'ONU: «Tra gli attori internazionali, nessuno più delle Nazioni Unite ha perso credibilità a causa del crollo della Bosnia».
Una prima proposta di pace venne presentata dalla comunità internazionale durante la conferenza di Ginevra nel gennaio '93. Il piano Vance-Owen prevedeva la divisione dello Stato in province autonome con poteri legislativi, giudiziari e governativi, delineate in modo da rispecchiare la struttura etnica del paese: si assegnava il 42,3% ai serbi, il 24,5% ai croati e il 32,3% ai musulmani. Il piano venne più volte riproposto alle forze in lotta, ma non si trovò un accordo. Anche altre soluzioni presentate successivamente, come il piano Owen-Stoltenberg, furono destinate a fallire.
Secondo il Rapporto della Commissione internazionale per i Balcani (Fondazione Carnegie e Aspen Institute), il fallimento del ruolo di mediazione assunto si deve principalmente a tre fattori: 
1. lo scontro non era definito in modo corretto, così che l'ONU preferì reagire con l'azione umanitaria anziché con quella politica;
2. l'opzione militare è stata respinta fin dall'inizio;
3. sono state istituite “zone protette”, come Sarajevo, Srebrenica e Goražde, alle quali la protezione non fu mai garantita effettivamente.

## La situazione dopo l'Accordo di Dayton

### Il contesto politico-istituzionale

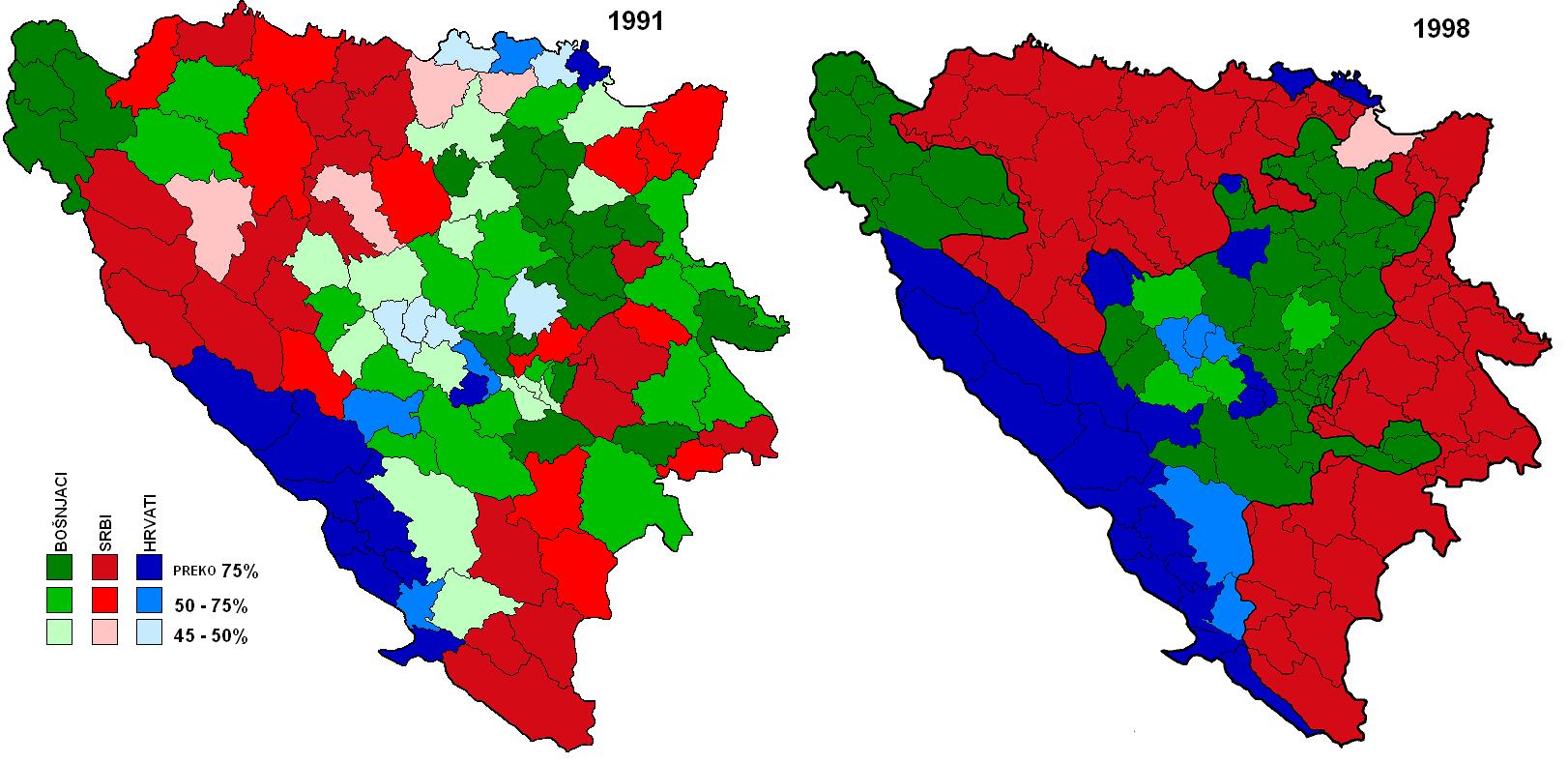
Divisione etnica della Bosnia prima e dopo la guerra

La Carta Costituzionale inclusa nell'Annesso IV dell'Accordo di Dayton istituì uno Stato di Bosnia ed Erzegovina, a sua volta imperniato su due entità, la Repubblica Serba e Federazione di Bosnia ed Erzegovina, alle quali furono attribuiti i maggiori poteri. Lo Stato così istituzionalizzato ha presentato però molteplici ambiguità.

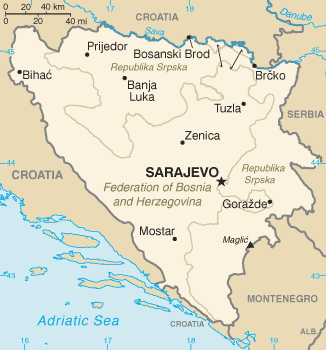
La divisione della Bosnia ed Erzegovina in due entità, la Federazione di Bosnia ed Erzegovina (croato-musulmana) e la Repubblica Serba in seguito all'Accordo di Dayton

Innanzitutto: dal momento che il concetto di “nazione” costituisce la chiave principale di identificazione del carattere dello Stato moderno, la Bosnia-Erzegovina appena sorta poteva essere considerata tale – come Stati Uniti o Svizzera– soltanto se a questa categoria interpretativa veniva attribuito un significato prettamente “civico”. Tuttavia, la Costituzione di Dayton stabiliva che «Bosgnacchi, Croati e Serbi siano popoli costituenti». Di conseguenza, se a prevalere dev'essere l'interpretazione primordialista del concetto di “nazione”, la Bosnia-Erzegovina non poteva essere costituzionalmente concepita come una “nazione”, bensì come un aggregato di nazioni-etniche.
Rimaneva così irrisolto il problema se ciascuno dei popoli menzionati dalla Costituzione fosse da ritenersi parte di una nazione (civica) o, al contrario, ciascuno di essi esprimesse una propria nazione (dal contenuto evidentemente etnico). La visione etnica della nazione (e l'aspirazione a identificare nazione e Stato riconducendoli al concetto di “popolo costituente”) ha favorito, nel corso degli anni, la critica all'esistenza stessa della Federazione, in quanto – secondo l'opinione nazionalista – l'Accordo trattava in modo diseguale i popoli, consentendo ai serbi la costituzione di un'Entità-Stato Nazione, mentre ai croati la negava, costringendoli alla convivenza con i bosniaci musulmani. Ciò spiega perché, da allora, si siano moltiplicate le richieste, da parte delle correnti nazionaliste croate, per la revisione dell'Accordo e la costituzione di una Terza Entità.
L'etno-politica applicata a una società formalmente democratica, come quella bosniaco-erzegovese, si è mossa fra la volontà di assicurare la protezione dei gruppi etnici e la loro inclusione nelle istituzioni (superando così gradualmente la sfiducia e il risentimento cementati dal conflitto armato) e l'emergere di almeno due distorsioni antidemocratiche prodotte dalla forma etnonazionale adottata dal governo.
La prima di queste distorsioni ha riguardato la protezione “selettiva” dei diritti etnici. La Costituzione di Dayton, infatti, ha fornito garanzie e assicurato la rappresentanza politica ai soli tre gruppi etnici maggioritari: come prima conseguenza, tutti gli altri (ebrei, rom, gli "jugoslavi" del censimento del 1991, gli appartenenti a matrimoni misti, ormai scomparsi assorbiti dalle etnie maggioritarie ecc) si sono trovati in condizioni di maggiore o minore discriminazione. Inoltre, il sistema educativo è stato etnicamente “tagliato”: agli scolari è stata imposta la segregazione etnica (per classi o scuole separate) dei tre gruppi maggioritari, con un insegnamento altrettanto diversificato – specie nel campo umanistico – perché condizionato dalla visione primordialista della cultura e della civiltà.
Come seconda distorsione, il meccanismo imperniato sulla triplice rappresentanza etnica ha consentito la rapida formazione di tre oligarchie: tali élite, forgiate dalla guerra, hanno potuto consolidarsi in tempi di pace grazie proprio all'estensione, a tutti i settori della vita sociale, di una pratica politica che ha imposto la tripartizione di tutti i beni disponibili, incidendo sulle privatizzazioni, sul controllo delle risorse naturali, sulla loro distribuzione… Il costo dell'amministrazione pubblica è cresciuto a dismisura per il moltiplicarsi delle cariche e degli uffici a tutti i livelli, dallo Stato ai comuni, al solo scopo di accontentare gli appetiti delle tre parti e dei loro clienti.

### La distruzione della società: violenza etnica e dimensione morale
La guerra in Bosnia ed Erzegovina non ha soltanto causato moltissime vittime e danni materiali, ma ha distrutto dalle fondamenta la dimensione morale della società: le politiche etno-nazionaliste, che hanno svolto un ruolo cruciale nel conflitto, sono riuscite a dissolvere l'integrazione, la tolleranza e la fiducia reciproca tra le persone, evidenziata nei tanti “matrimoni misti” che si registravano in Bosnia.
A causa di quattro anni di violenze e pulizia etnica, i cittadini della Bosnia hanno perso quasi tutti i diritti fondamentali, perché la vita stessa aveva perso valore, ed è stata attaccata e degradata la loro integrità individuale, riducendoli puramente alla loro componente etnica.
Negli anni questa distanza sociale, invece di diminuire, è continuata a crescere: le nuove generazioni vivono oggi in ambienti in cui predomina solo la loro etnia e frequentano scuole distinte con programmi distinti; si impedisce così ogni possibilità di interazione e integrazione tra i diversi popoli.
L'esempio più evidente di questa politica di distruzione e divisione è la città di Mostar: il famoso ponte Stari Most, distrutto nel novembre 1993, è stato ricostruito nel luglio 2004, ma non ha cancellato le divisioni invisibili e i dialoghi inesistenti presenti tra la popolazione. Il ponte collega di fatto due città distinte: sulla sponda destra del fiume Neretva c'è la Mostar croata, quella sinistra è abitata prevalentemente da bosgnacchi.
In proposito Azra Nuhefendić dichiarò: